# Dorothy Adkins
Dorothy Christina Adkins (6 de abril de 1912–19 de diciembre de 1975) fue una psicóloga estadounidense. Askins era conocida por su trabajo en psicometría y en cuestionarios educativos, particularmente en exámenes de aptitudes. Fue la primera catedrática mujer del Departamento de Psicología en la Universidad de Carolina del Norte en Chapel Hill y la primera presidenta de la Sociedad de Psicometría y sirvió en varios roles de la Asociación Estadounidense de Psicología.

## Primeros años
Adkins nació en Atlanta, en una ciudad de Pickaway, Ohio. 
El padre de Adkins, George Hoadley Adkins, era un empresario y un granjero y su madre era Peal F. James-Adkins trabajaba como profesora en una escuela local. Dorothy fue la tercera hija.

Sus papeles se conservan en los Archivos de la Historia de Psicología americana en la Universidad de Akron.

## Educación
Asistió a la escuela pública de Atlanta hasta su graduación en 1927. Mientras crecía, Adkins desarrolló amor por la música, que después la llevó a estudiar violín en el Conservatorio de Música de Cincinnati. Después de solo un año en el conservatorio, dejó su carrera en matemáticas en la Universidad de Ohio. Sus intereses en las matemáticas rápidamente la llevaron a la estadística y la psicometría, y tomó psicología. Adkins recibió su grado en Ciencia (1931) y su Doctorado (1937) en matemáticas y psicología del Estado de Ohio.
Su doctorado fue completado bajo la supervisión de Herbert Toops. Toops fue un estudiante de Edward Lee Thordike de psicología y de Truman Kelly por estadística. Adkins completó su doctorado en 1937 bajo el título "Un estudio comparativo de los métodos de selección de ítems en tests". Mientras completaba su doctorado, Adkins comenzó a trabajar como asistente de psicometría bajo la supervisión de Louis Leon Thurstone en la Universidad de Chicago. En proceso de completar su doctorado, fue al final promovida a asociada de investigación en 1938. Durante su tiempo en la Universidad de Chicago, fue expuesta al desarrollo de pruebas.

## Carrera

### Gobierno de E.U.A.
El tiempo que Adkins trabajó como asistente examinadora de psicometría en la Universidad de Chicago y su experiencia de investigación la hizo candidata para un trabajo después de su graduación. En 1940 le ofrecieron una posición con el gobierno de los Estados Unidos, trabajando como asistente en jefe de Investigación y desarrollo de pruebas para el Tablero de Seguridad Social de los Estados Unidos en Washington D. C.. Después fue promovida a jefa de ese mismo departamento. Adkins también trabajó como Jefa de Ciencias Sociales y Administradora de Pruebas y como Jefa de desarrollo de pruebas para la Comisión de Servicio Civil de E.U.A. mientras estaba en D.C. de 1940 a 1948. Durante este tiempo, recibía tareas especiales del gobierno para las Islas Vírgenes, Puerto Rico, Georgia, y Tailandia. Pasaría más de una década antes de que Adkins volviera a la academia.

### Universidad de Carolina del Norte en Chapel Hill
En 1948, Adkins aceptó un puesto de facultad en la Universidad de Carolina del Norte en Chapel Hill. Después de estar solo dos años en la universidad, fue ascendida a presidenta del departamento de psicología. Adkins estuvo en este puesto hasta 1961 y en esos 11 años fue la única mujer presidenta del departamento en la universidad. Durante su tiempo en la Universidad de Carolina del Norte, Adkins sirvió como Supervisora del Sistema de Méritos de Carolina del Norte y fue consultante del NCMS y del Tablón de personal del estado de Carolina del Norte de 1956 a 1959. También durante este tiempo, escribió sus libros más conocidos: La construcción de pruebas: Desarrollo e Interpretación de test de aplitudes (1960)